# 前田航基
前田 航基（まえだ こうき、1998年〈平成10年〉12月13日 - ）は、日本のお笑いタレント、俳優（元子役）。兄弟お笑いコンビ・まえだまえだのツッコミ担当。相方で実弟は前田旺志郎。大阪府吹田市出身。松竹エンタテインメント所属。

## 来歴・人物
弟は同じ事務所所属の前田旺志郎。弟・旺志郎とはお笑いコンビ「まえだまえだ」（ツッコミ担当）を結成し、コンビとしては松竹芸能に所属していた。M-1グランプリ2007では準決勝まで最年少（厳密には弟・旺志郎が）で進出した。
2021年5月からは、連続テレビ小説「おかえりモネ」に出演。前田が朝ドラに出演するのは「てっぱん」に次いで2度目である。前作の「おちょやん」には弟・旺志郎が出演しており、兄弟で朝ドラをリレーすることになった。

## 出演

### テレビドラマ
- 徳川綱吉 イヌと呼ばれた男（2004年12月28日、フジテレビ）
- アイ'ム ホーム 遥かなる家路 第9話（2004年11月29日、NHK総合） - 高木隆 役
- 終戦60年特別ドラマ 二十四の瞳（2005年8月2日、日本テレビ） - 仁太 役
- ナショナル劇場「水戸黄門 第34部」第4話（2005年1月31日、TBS） - 松太郎 役
- 藤沢周平時代劇 よろずや平四郎活人剣（2007年、テレビ東京）
- 必殺仕事人シリーズ（朝日放送・テレビ朝日） - 作太郎 役
  - 必殺仕事人2007（2007年7月7日）
  - 必殺仕事人2009 新春スペシャル（2009年1月4日）
- 刺客請負人（2007年、テレビ東京）
- 土曜ワイド劇場「京都殺人案内」第30話（2007年12月15日、朝日放送）
- 鞍馬天狗 第7話（2008年2月28日、NHK総合） - 新吉 役
- 土曜ドラマ「ジャッジII〜島の裁判官奮闘記」（2008年、NHK総合）
- 赤鼻のセンセイ（2009年7月8日 - 9月9日、日本テレビ） - 本間ゆうた 役
- 連続テレビ小説（NHK総合）
  - てっぱん（2010年9月27日 - 2011年4月2日） - 中岡民男 役
  - おかえりモネ 第12回 - 第120回（2021年6月1日 - 10月29日） - 後藤三生 役[1][2]
- 大河ドラマ（NHK総合）
  - 平清盛（2012年） - 兎丸（幼少期） 役
  - おんな城主 直虎（2017年1月8日 - 12月27日） - ゴクウ 役
- 浪花少年探偵団（2012年7月2日 - 9月17日、TBS） - 原田郁夫 役
- 斉藤さん2 第2話・第5話・第6話・第8話（2013年7月20日・8月10日・17日・9月7日、日本テレビ） - 安西磨沙夜 役
- たべるダケ 第4話（2013年8月2日、テレビ東京） - 水沼 役
- 昔話法廷 第1話「三匹のこぶた」裁判（2015年8月10日、NHK Eテレ） - トン三郎（声） 役
- LIVE! LOVE! SING! 生きて愛して歌うこと（2015年3月10日、NHK総合） - 渡部本気 役
- 大阪環状線 ひと駅ごとの愛物語（Part.2） 第9話（2017年3月15日、関西テレビ） - 青葉光 役
- 卒業バカメンタリー（2018年1月23日 - 3月27日、日本テレビ） - 伊田公貴（コウキ） 役
- Missデビル 人事の悪魔・椿眞子（2018年4月14日 - 6月16日、日本テレビ） ‐ 南雲陽一 役
- 魔法×戦士 マジマジョピュアーズ! 第18話（2018年7月29日、テレビ東京） - 国分寺宙太 役
- べしゃり暮らし（2019年7月27日 - 9月14日、テレビ朝日） - 梅垣望 役[3]
- 連続殺人鬼カエル男（2020年1月10日 - 2月28日、関西テレビ） - 当真勝雄 役[4]
- どんぶり委員長（2020年10月25日 - 2021年1月3日、BSテレ東） - 太田 役[5]
- 世にも奇妙な君物語 第3話「立て！ 金次郎」（2021年3月19日、WOWOW） - 涼 役[6]
- 生きて、ふたたび 保護司・深谷善輔（2021年11月28日 - 2022年1月23日、NHK BSプレミアム） - 古澤唯行 役
- 金田一少年の事件簿 第1話（2022年4月24日、日本テレビ） - 尾ノ上貴裕 役[7]
- 天使の耳〜交通警察の夜（2023年3月20日、NHK BS4K / 6月10日、NHK BSプレミアム / 2024年4月2日、NHK総合） - 加瀬 役[8][9]
- 日本統一 東京編 （2025年7月3日 - 、テレビ東京） - 桜井浩紀 役[10]
- 晩酌の流儀4 〜夏編〜 第5話（2025年7月26日〈予定〉、テレビ東京） - 前野 役[11]

### WEBドラマ
- アノニマチュ〜恋の指相撲対策室〜 第6話（2021年3月1日、Paravi） - 田辺棚吉 役
- Hulu U35クリエイターズ・チャレンジ「脱走球児」（2022年2月、Hulu）
- 舞妓さんちのまかないさん（2023年1月12日、Netflix）- 轟 役

### バラエティ
- めざましテレビめざましじゃんけん（2015年、フジテレビ）
- メレンゲの気持ち（2015年、日本テレビ）
- ザ!世界仰天ニュース（2015年、日本テレビ）
- ワイドナショー（2015年 - 2017年3月5日、フジテレビ） - ワイドナ高校生として出演
- 第72回NHK紅白歌合戦（2021年12月31日、NHK総合・ラジオ第1）[12]

### 映画
- 近江聖人・中江藤樹（2005年）
- 千夏のおくりもの（2005年） - 北村武 役
- バルトの楽園（2006年） - 松江勇寿 役
- ゲゲゲの鬼太郎（2007年） - 亮 役
- スノー・バディーズ（2008年） - アダム 役（日本語吹き替え）
- 奇跡（2011年6月11日、ギャガ） - 主演・大迫航一 役
- ソロモンの偽証 前篇・事件 / 後篇・裁判（2015年3月7日・4月11日、松竹） - 野田健一 役
- LIVE! LOVE! SING! 生きて愛して歌うこと 劇場版（2016年1月23日、トランスフォーマー） - 本気（マジ） 役[13]
- セーラー服と機関銃-卒業-（2016年3月5日、KADOKAWA）
- バニラボーイ トゥモロー・イズ・アナザー・デイ（2016年9月3日、クロックワークス） - 坂東幸治 役
- ハルチカ（2017年3月4日、KADOKAWA） - 片桐誠治 役
- 人狼ゲーム ラヴァーズ（2017年1月28日、AMGエンタテインメント） - 菅すばる 役
- トモシビ〜銚子電鉄6.4kmの軌跡〜（2017年5月20日、アーク・フィルムズ） - 角田祐輔 役
- ウタモノガタリ-CINEMA FIGHTERS project-「ファンキー」（2018年6月22日、LDH PICTURES） - ハジメ 役
- 町田くんの世界（2019年6月7日、ワーナー・ブラザース映画）
- 任侠学園（2019年9月27日、エイベックス・ピクチャーズ） - 市村徹 役[14]
- キネマの神様（2021年8月6日、松竹）- 照明助手 役
- 20歳のソウル（2022年5月27日、日活） - 秋田豪 役[15]
- 今夜、世界からこの恋が消えても（2022年7月29日、東宝） - 下川 役[16][17]
- BAD LANDS バッド・ランズ（2023年9月29日、東映 / ソニー・ピクチャーズエンタテインメント）[18]
- フィリピンパブ嬢の社会学（2024年2月17日、キョウタス）- 主演・中島翔太 役[19][20]
- 台風なんだって、明日（2026年公開予定） - 布往亮介 役[21]

### 短編映画
- ウタモノガタリ-CINEMA FIGHTERS project-「ファンキー」（2018年） - ハジメ 役

### 舞台
- ポセイドンの牙（2017年、紀伊國屋ホール）  - 主演：須永宇宙期 役
- J-WAVE30周年×ゴジゲン10周年記念公演「みみばしる」（2019年、下北沢・本多劇場ほか） - ヒロミツ 役
- かがみの孤城（2020年8月28日 - 9月6日、東京：サンシャイン劇場 / 9月18日 - 20日、大阪：サンケイホールブリーゼ / 22日、愛知：刈谷市総合文化センター アイリス 大ホール サンシャイン劇場ほか） - ウレシノ 役

### ラジオ
- FMシアター「オレンジ色は僕らの夢」（2022年2月26日、NHK-FM） - 西山タカシ 役[22]

### CM
- 丸大食品（2007年7月 - ）
- ヒガシマル うどんスープ（2004年10月 - 2005年9月）
- 近畿地区信用金庫協会（2004年4月 - ）
- 10ちゃんねる（2005年6月 - 7月・2006年10月 - 12月）

### 雑誌
- まっぷるマガジン(関西08)大阪（2009年、昭文社）
- skyward（2011年7月、JALグループ機関誌）

### その他
- 角座演芸アワー〜道頓堀から生放送!〜（2015年3月12日、ラジオ関西） - 「魂込めた30秒・芸人コマーシャル」コーナーに『ソロモンの偽証』の宣伝をしに出演

### 執筆
- 朝日中学生ウイークリー（2013年4月 - 2014年3月） - コラム「前田航基のきいてくれへん？」